# Яценко Володимир Михайлович
Володимир Михайлович Яценко — (3 квітня 1951, станиця Кунцевська, тепер Краснодарського краю, Російська Федерація) — український діяч, голова Коростенської міської Ради Житомирської області. Народний депутат України 1-го, 2-го та 3-го скликання, член КПРС. Почесний громадянин Коростеня.

## Життєпис
Народився 3 квітна 1951 року в станиці Кунцевська, тепер Краснодарського краю, Російська Федерація, в родині робітників.

### Родина
Одружений, має двоє дітей.

### Навчання
У 1968—1973 роках — студент факультету приладобудування Ростовського-на-Дону інституту сільськогосподарського машинобудування, інженер- механік.

### Діяльність
З серпня 1973 року — майстер механічного цеху, старший інженер-технолог відділу головного технолога Коростенського заводу «Жовтнева кузня» Житомирської області.
У 1975—1978 роках — секретар комітету ЛКСМУ Коростенського заводу «Жовтнева кузня».
У 1978—1983 роках — інженер-диспетчер, начальник планового бюро, начальник цеху металоконструкцій Коростенського заводу «Жовтнева кузня» Житомирської області.
У 1983—1987 роках — завідувач промислово-транспортного відділу Коростенського міського комітету КПУ Житомирської області.

### Політична кар'єра
З травня 1987 року — 2-й, 1-й секретар Коростенського міського комітету КПУ Житомирської області. Голова Коростенської міської Ради Житомирської області.
18 березня 1990 року обраний Народним депутатом України, 2-й тур 54.40 % голосів, 10 претендентів.
Входив до групи «За радянську суверенну Україну».
Заступник Голови Комісії ВР України з питань Чорнобильської катастрофи.
У вересні 1994 року був обраний Народним депутатом України Верховної Ради XIII (2-го демократичного) скликання, 2-й тур, 52.1 % голосів, 7 претендентів. З 1994 року — голова Комісії Верховної Ради України з питань Чорнобильської катастрофи
З березня 1998 по квітень 2002 — Народний депутат України 3-го скликання, член фракції КПУ.
Секретаріат Уповноваженого ВР України з прав людини, керівник Департаменту соціально-економічних прав громадян; віце-президент Всеукраїнської громадської організації Союз Чорнобиль України.